# Sárika Góth

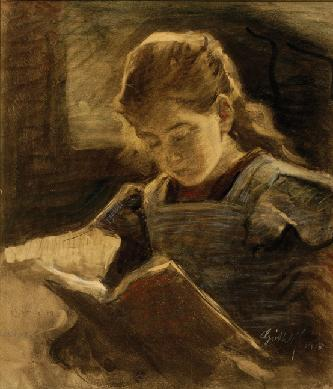
Portret uit 1908 door haar vader.

Sárika Góth (geboortenaam Charlotte Góth, ook wel Sari Goth, Wenen, 29 maart 1900 - Veere, 1 april 1992) was een Hongaars/Nederlands kunstschilder, tekenaar, illustrator en ontwerper van postzegels. Ook gebruikte zij de collagetechniek in haar werk. 

## Biografie
Góth was een dochter van Maurice Moritz Góth en Ada Lowith, die beiden ook kunstschilder waren. Góth bracht haar jeugd door in Boedapest en Parijs. Het gezin was voor een vakantie aan de Belgische kust toen in 1914 de Eerste Wereldoorlog uitbrak. Het gezin vluchtte naar Zeeland en woonde eerst in Domburg en daarna in Veere. Met haar moeder Ada Góth-Lowith en Claire Bonebakker, Mies Callenfels-Carsten, Lucie van Dam van Isselt, Anneke van der Feer, Jemmy van Hoboken, Ina Rahusen en Bas van der Veer wordt zij gerekend tot de Veerse Joffers.
Góth schilderde al rond 1915 en had onder andere een zelfportret geschilderd als meisje dat haar haar kamt. Góth kreeg lessen van Jo Koster en had ook contact met Jan Toorop, die haar aanraadde naar Domburg te gaan, waar in die tijd meer kunstenaars werkten zoals Mondriaan en Jan Sluyters. Tussen 1918 en 1920 volgde zij een opleiding aan de kunstacademie in Den Haag, maar ze kreeg ook les van van Hans Hofmann (in 1922 in München). In 1923 had zij les aan de School of Arts and Crafts in Londen en in 1924 bij André Lhote (Parijs). Góth gaf op haar beurt lessen aan Roeloffina van Heteren-Vink.
Tussen 1927 en 1950 woonde ze in Amsterdam, daarna afwisselend in Amsterdam en Veere. In Veere woonde zij aan de Markt, in het huis ‘de Goutsbloeme’. Naast haar werk als kunstschilder handelde zij in antiek. Na haar overlijden werd haar collectie geveild. De opbrengst ging naar het Koningin Wilhelmina Fonds.

## Werk

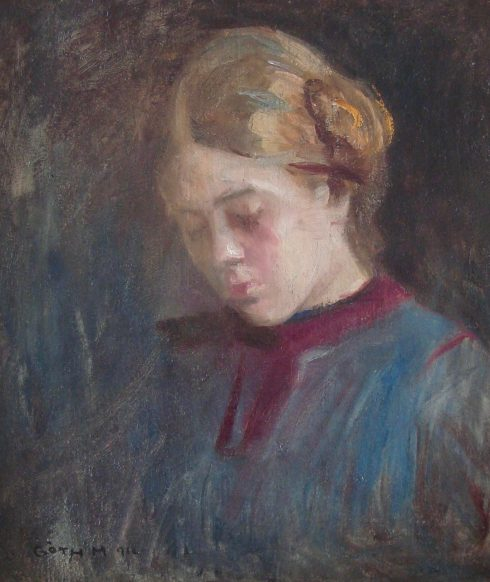
portret uit 1912

Góth schilderde portretten, vooral kinderkopjes, stillevens in pasteltinten en vrij werk met vogels of paarden. Ook maakte zij collages, illustraties en monotypen.
Zij illustreerde verschillende boeken van Anke Servaes, namelijk Kinderen, die over zijn (1937), Moeder Liesbeth (1938), Kinderzaal (1947). Ook illustreerde zij een geschenkboek van uitgeverij Bosch & Keuning, Kleuters die langs ons gaan en een bundel novellen, ca. 1940.
Góth was lid van De Zeester, mede-oprichter en lid van de Zeeuwse Kunstkring (vanaf 1955) en vanaf 1934 van Arti et Amicitiae in Amsterdam, waar zij in 1941 opzei.

## Exposities en onderscheidingen
Góth had haar eerste expositie in 1925, in het Stedelijk Museum Amsterdam.
In 1992 wijdde het Zeeuws museum in Middelburg een expositie aan het werk van Góth en dat van haar ouders.
Góth werd in 1980 benoemd tot Ridder in de Orde van Oranje Nassau.